# Crytek
Crytek (транск: Крајтек) је немачки студио за видео игре и софтвер, са седиштем у Франкфурту. Основан 1999. године у Кобургу од стране браће Јерли, а пресељењ је у Франкфурт 2006. године, Crytek такође има додатне студије у Кијеву, Украјина и Истанбулу, Турска. Његови бивши студији укључују Crytek Black See у Софији, Бугарска, Crytek UK у Нотингему, и Crytek SAD у Остину, Тексас. Crytek је најпознатији по развоју првог дела игре Far Cry, игре Crysis, и отвореним светом својих игара које приказују компанијски CryEngine.

## Историја

### 1999-2004:CryEngine i Far Cry
У септембру 1999. године у Кобургу, Немачка, браћа турско-немачког порекла Цеват, Авни и Фарук Јерли основали су Crytek. Један од њихових првих пројеката био је технички демо игре под називом  X-Isle: Dinosaur Island, који је приказао технологију њиховог game engine-а која је нудила веће растојање гледања него други game engineи у то време. Током 1999. године на Electronic Entertainment Expo (E3) састали су се са Nvidia, где је њихов технички демо привукао пажњу Nvidia и разних медијских група. Касније је Crytek потписао уговор са Nvidia да дистрибуира X-Isle као софтвер за бенчмаркинг за Nvidia картице.
Први велики пројекат игре Crytekа био је Engalus, пуцачина из првог лица са сајберпанк темом и елементима улога, који је први пут приватно приказан на E3 2000. Пројекат је први пут привукао публицитет за компанију на ECTS 2000 са њиховим техничким демом на Нвидиа штанду, али је касније отказан. Crytek је био контактиран од стране Убисофт-а да развије X-Isle у пуну AAA игру. Ово је еволуирало у Far Cry, који је објављен у марту 2004. Истовремено, Crytek је најавио свој лиценцни game engine, CryEngine, који је коришћен за X-Isle и Far Cry.
У фебруару 2004. године, немачка полиција је извршила јутарњу рацију на канцеларије Crytekа, на основу тврдње бившег интерна да Crytek користи софтвер нелегално. Полиција је истраживала број копија софтвера већи од купљених лиценци, али није подигла оптужбе. Истог месеца, Crytek и Electronic Arts (EA) најавили су стратешко партнерство за развој нове гејминг франшизе засноване на CryEngine, што ће на крају постати серија Crysis. Crytek је изабрао овај пут да покаже да CryEngine није ограничен само на оно што је Far Cry приказао. Захваљујући овом партнерству, Убисофт је до 2006. године стекао пуна права на франшизу Far Cry, као и сталну лиценцу за први CryEngine, који су од тада адаптирали у свој  Dunia Engine. У децембру 2004. године, Crytek и ATI створили су посебан кинематографски машинарски приказ да демонстрирају будућност гејминга на рачунару.

### 2004–2014: Проширење компаније, CryEngine 2 i 3, и касније игре
У јануару 2006. године, Crytek је најавио развој Crysis, обећавајући да ће то бити оригинална пуцачина из првог лица са новом врстом играчког изазова који захтева "адаптивне тактике". Игра је касније освојила неколико награда за најбољу рачунарску игру на Е3 и Game Conventions. У априлу 2006. године, Crytek се преселио у нове канцеларије у Франкфурту. Прва јавна демонстрација Crytekовог CryEngine 2 била је у јануару 2007. године, годину дана након што је Crysis најављен. Лиценциран је од стране многих компанија као што су Avatar Reality, WeMade Entertainment, Entropia Univeres, XLGames, Reloaded Studios.
Crytek је 11. маја 2006. године најавио да је њихов сателит студио у Кијеву, Украјина, унапређен у пуни развојни студио, чиме је компанија добила свој други развојни студио. Око недељу дана након унапређења студија у Кијеву, Crytek је најавио нови студио у Будимпешти, Мађарска.
Crysis је објављен у новембру 2007. године. У септембру 2008. године, проширење за Crysis под називом Crysis Warhead објављено је као рачунарски ексклузивна игра. У октобру 2011. године, Crysis је објављен на неким конзолама, омогућавајући играње оригиналне игре преко XBox Live и Playstation Network.
Crytek је 14. јула 2008. године купио Black See Studios и преименовао га у Crytek Black See. Crytek је 17. новембра 2008. године отворио канцеларију у Јужној Кореји под називом Crytek LTD. Crytek је 3. фебруара 2009. године купио Free Radical Design, британску компанију за видео игре познату по серији TimeSplitters, и преименовао компанију у Crytek UK.
У марту 2009. године, Crytek је на сајту компаније најавио да ће представити CryEngine на Конференцији програмера игара 2009. Овај нови погон развијен је за употребу на PlayStation 3, XBOX 360 и рачунарима. У октобру 2009. године, CryEngine постао је доступан у трговинском току за програмере игара. У марту 2010. године, CryEngine 3 је постао компатибилан са стереоскопском 3Д технологијом. Crytek је објавио Crysis 2, директни наставак оригиналне игре, у марту 2011. године.
На Е3 2011, Crytek је изложио неколико нових пројеката, укључујући акциону игру Ryse: Son of Rome. У септембру 2011. године, ТHQ и Crytek су најавили партнерство за развој Homefront 2. Након што је THQ поднео захтев за банкрот, Crytek је у јануару 2013. године у потпуности преузео франшизу Homefront од ТHQ. У фебруару 2012. године, Crytek је најавио нову мрежу за друштвене игре засновану на облаку под називом Gface. Услуга је дизајнирана да помогне корисницима да упознају људе и играју мултиплејер видео игре са пријатељима. Crytek је започео истраживање система за играње у облаку 2005. године за Крајзис, али је развој обустављен 2007. године.
У априлу 2012. године, Crytek је објавио CryEngine 3.4 SDK који је донео пуну подршку за DirectX11. Crytek је објавио Crysis 3 у фебруару 2013. године и Ryse: Son of Rome у новембру 2013. године као  XBox One почетну игру. Рачунарска верзија Ryse: Son of Rome објављена је у октобру 2014. године.
Crytek је 17. јануара 2013. године званично отворио канцеларију у Истанбулу, Турска. Crytek је 28. јануара 2013. године отворио нови студио, Crytek SAD, у Остину, Тексас, састављен првенствено од бивших запослених из Vigil Games.

### Од 2014: Реструктура, ново власништво, CryEngine 5 и скорије игре
У јуну 2014. године, појавили су се извештаји да је Crytek пропустио исплате плата и ускратио бонусе запосленима у Crytek UK и Crytek SAD, а компанија је одговорила да је у "прелазној фази" док обезбеђује капитал за будуће пројекте, са посебним нагласком на онлајн играње. У јулу 2014. године, Crytek је најавио стратешки договор у којем су права на Homefront, укључујући Homefront: Revolutions и особље Crytek UK, пренесена на Koch Media. Тим је наставио рад на игри као нови Deep Silver Dambuster Studio. Crytek SAD је реструктурисан да остане тим за подршку погону док је развој игре Hunt: Horrors of the Gilded Age на Crytek.
Crytek је 20. децембра 2016. године најавио да ће њихови студији у Мађарској, Бугарској, Јужној Кореји и Кини бити затворени. Crytek је 7. марта 2017. године продао Crytek Black See компанијама Sega и The Creativ Assembly. Crytek је 28. фебруара 2018. године најавио да Цеват Јерли подноси оставку на место генералног директора Crytekа, а његова браћа, Авни и Фарук Јерли, преузимају вођство компаније као заједнички директори. Цеват наставља да подржава компанију као саветник и велики акционар. Crytek је 22. марта 2016. године најавио следећу итерацију pogona под називом CryEngine 5.
Crytek је објавио Hunt: Showdown (користећи пету генерацију CryEngineа) у периоду 2019-2020. Компанија је такође радила на три пројекта виртуелне реалности, наиме The Climb за Oculus Rift, The Climb 2 за Oculus Rift и Oculus Quest , и Robinson: The Journey за Playstation VR, Oculus Rift и SteamVR. Arena of Fate је отказана након реструктурирања Crytekа које је резултирало продајом развојног студија игре Crytek Black Sea.
У јулу 2021. године, немачки таблоид BILD је известио да кинеска интернет компанија Tencent покушава да купи Crytek за више од 300 милиона евра преко европске подружнице.
У 2021. години, Креативни тим за услуге који је радио на прављењу трејлера освојио је Златну MUSE награду за трејлер The Dark Sight који је промовисао Hunt:Showdown.
Crytek је 26. јануара 2022. године најавио четврти наставак франшизе Crysis.

## Lokacije
- Crytek Kiev у Кијеву, Uкрајна — основан 2006.
- Crytek Istanbul у Истанбулу, Турска — основан 2012.

### Бивше lokacije:
- Crytek Black Sea у Софији, Бугарска — основан 2001 као Black Sea Studios; купљен и преименован 2008.; продат Segи 2017.
- Crytek Budapest у Будапести, Мађарска — основан 2007, затворен 2016.
- Crytek Seoul у Сеулу, Јужна Кореја — основан 2008, затворен 2016.
- Crytek Shanghai у Шангају, Кина — основан 2012, затворен 2016.
- Crytek UK у Нотингему, Енглеска — основан 1999 као Free Radical Design; купљен и преименован 2009; продат Deep Silver 2014.
- Crytek USA у Оустин, Texas, U.S. — основан 2013, затворен 2014.

## Игре
| Година | Налов                  | Издавач                   | Платформе                                                             | Студио            |
| ------ | ---------------------- | ------------------------- | --------------------------------------------------------------------- | ----------------- |
| 2004   | Far Cry                | Ubisoft                   | Microsoft Windows                                                     | Crytek            |
| 2007   | Crysis                 | Electronic Arts           | Microsoft Windows, PlayStation 3, Xbox 360                            | Crytek            |
| 2008   | Crysis Warhead         | Electronic Arts           | Microsoft Windows                                                     | Crytek Budapest   |
| 2011   | Crysis 2               | Electronic Arts           | Microsoft Windows, PlayStation 3, Xbox 360                            | Crytek, Crytek UK |
| 2012   | Fibble: Flick 'n' Roll | Crytek                    | Android, iOS                                                          | Crytek Budapest   |
| 2013   | Crysis 3               | Electronic Arts           | Microsoft Windows, PlayStation 3, Xbox 360                            | Crytek, Crytek UK |
| 2013   | Warface                | Microsoft Studios, Crytek | Microsoft Windows, PlayStation 4, Xbox 360, Xbox One, Nintendo Switch | Crytek Kiev       |
| 2013   | Ryse: Son of Rome      | Microsoft Studios, Crytek | Microsoft Windows, Xbox One                                           | Crytek            |
| 2014   | The Collectables       | DeNA                      | iOS                                                                   | Crytek Budapest   |
| 2016   | The Climb              | Crytek                    | Microsoft Windows, Oculus Quest (2019)                                | Crytek            |
| 2016   | Robinson: The Journey  | Crytek                    | Microsoft Windows, PlayStation 4                                      | Crytek            |
| 2019   | Hunt: Showdown         | Crytek                    | Microsoft Windows, PlayStation 4, Xbox One                            | Crytek            |
| 2020   | Crysis Remastered      | Crytek                    | Microsoft Windows, Nintendo Switch, PlayStation 4, Xbox One           | Crytek            |
| 2020   | The Climb 2            | Crytek                    | Oculus Quest, Oculus Quest 2                                          | Crytek            |
| 2021   | Crysis 2 Remastered    | Crytek                    | Microsoft Windows, Nintendo Switch, PlayStation 4, Xbox One           | Crytek            |
| 2021   | Crysis 3 Remastered    | Crytek                    | Microsoft Windows, Nintendo Switch, PlayStation 4, Xbox One           | Crytek            |
| Uskoro | Crysis 4               | Crytek                    | —                                                                     | Crytek            |